# تل أبو محفوظ

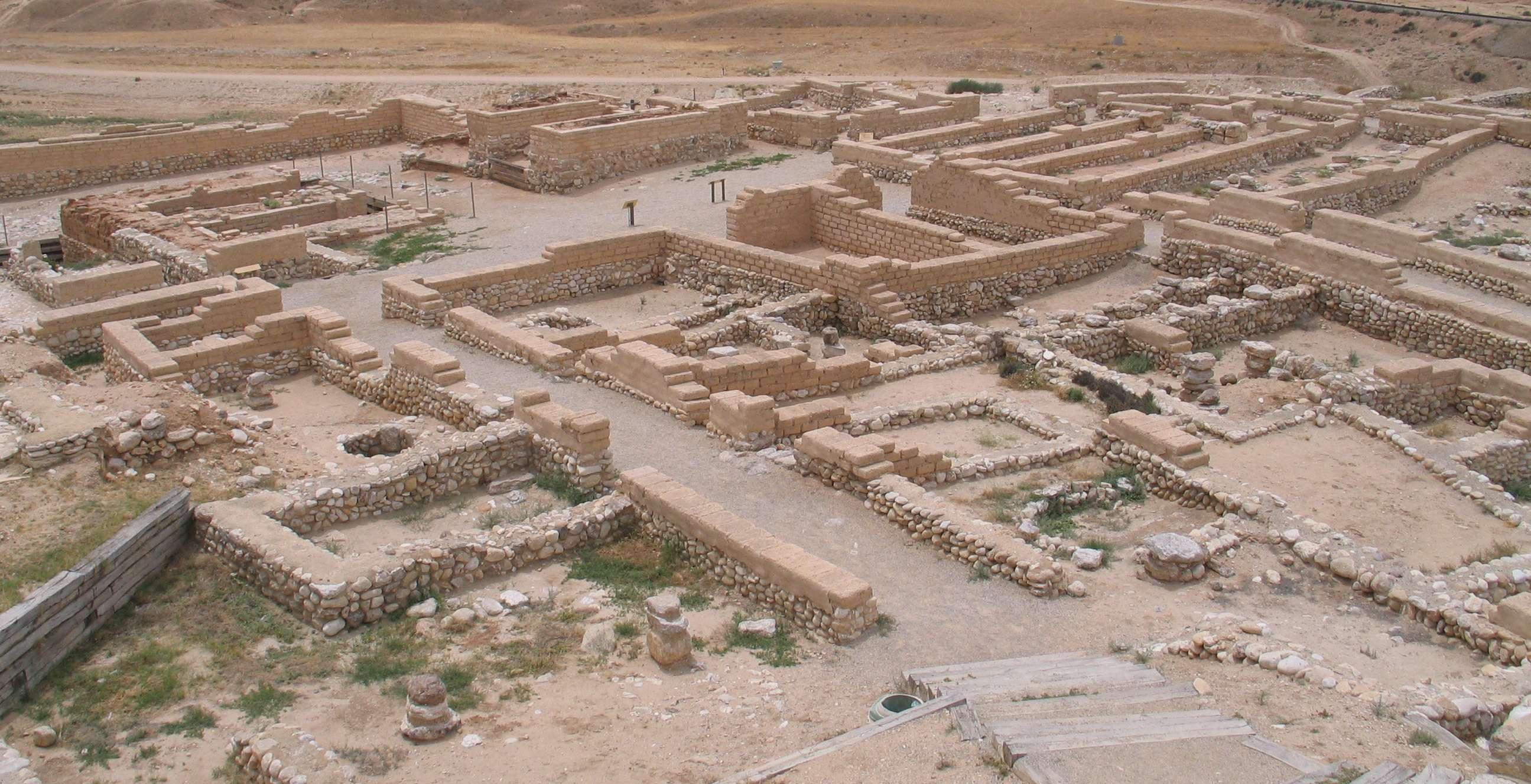
تل أبو محفوظ

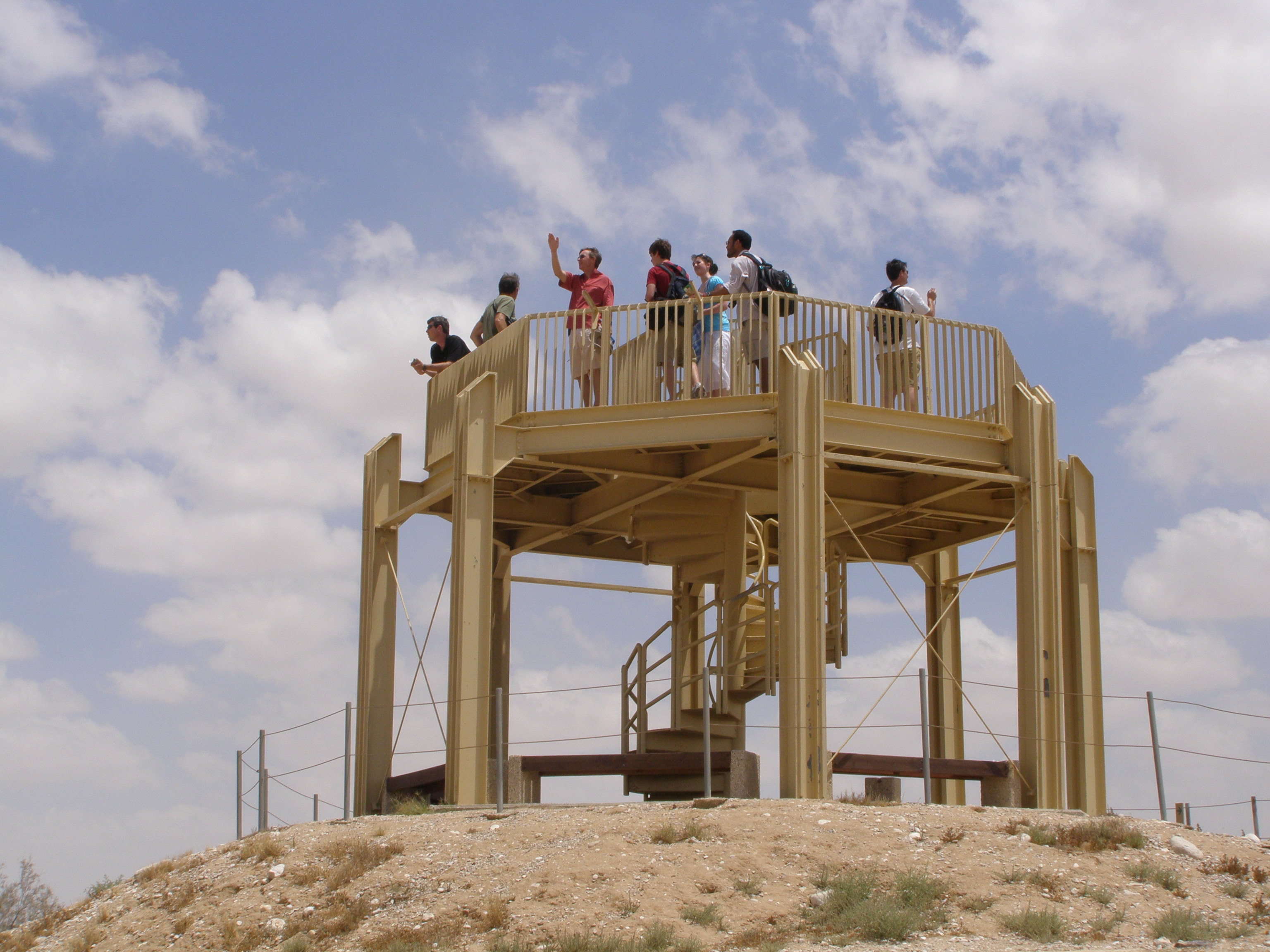
تل أبو محفوظ

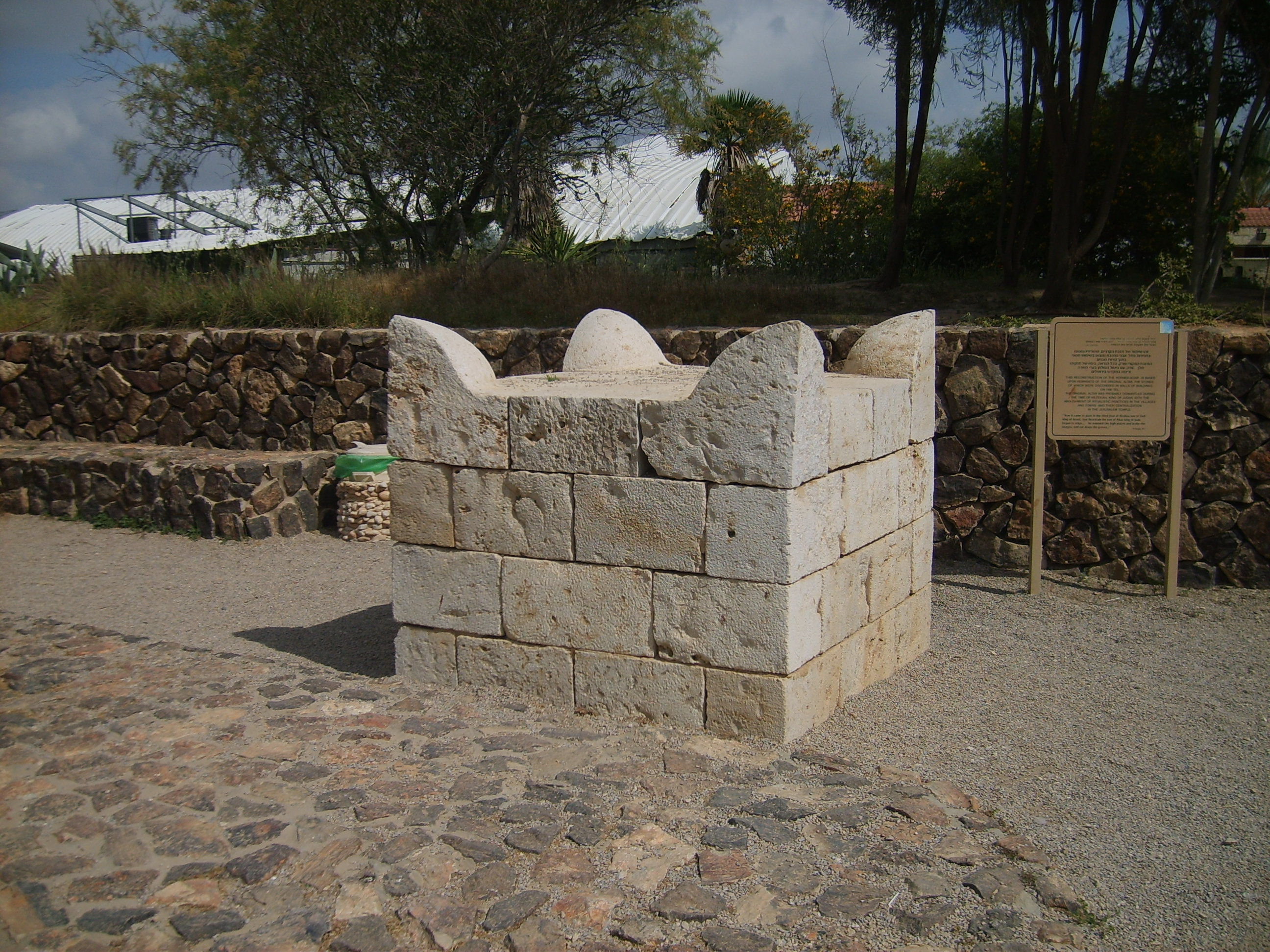
تل أبو محفوظ

تل يقع على بعد ستة كيلومتر شمالي شرقى مدينة بئر السبع في جنوب فلسطين، عند ملتقى وادي الخليل ووادي بئر السبع، سكنة آل أبو محفوظ (و ما حوله من الأراضي) حتى النكبة
الفلسطينية، ولا تزال العديد من بيوتهم قائمة إلى الآن ولا يزال أبناء بئر السبع من الذين بقوا على أرض فلسطين في قضاء بئر السبع يطلقون علية اسم تل أبو محفوظ رغم كل المحاولات (الإسرائيلية) لتهويده واعطائة اسماً إسرائيلياً. كما أن سكان المنطقة المحيطة من أبناء بئر السبع من الجيل الكبير أو الجيل الشاب، لا يزالون على تأكيد وعلى معرفة بسكانة من آل أبو محفوظ ومعرفة بأماكن سكناهم ومنازلهم واراضيهم وحدودها. - يذكر الؤرخون وعلماء الاثار ان تل أبو محفوظ هو موقع مدينة بئر السبع القديمة، حيث تم اكتشاف مدينة تاريخية أثرية تواجدت على تل أبو محفوظ قبل ما يزيد عن الفي عام، بالإضافة إلى قناة المياه ومخازن المياه التي حفرها الأقدمون في باطن الأرض من أجل إيصال المياه من وادي الخليل إلى المدينة القديمة. وقد أعلنت منظمة اليونسكو التابعة للامم المتحدة- أطلال مدينة بئر السبع القديمة (تل أبو محفوظ)، التي عثر عليها في حفريات أثرية على تل أبو محفوظ، موقعا للتراث العالمي في 2005.
-

## منظمة اليونسكو
أعلنت منظمة اليونسكو التابعة للامم المتحدة- أطلال مدينة بئر السبع القديمة (تل أبو محفوظ)، التي عثر عليها في حفريات أثرية شمالي شرقي مدينة بئر السبع على تل أبو محفوظ، موقعا للتراث العالمي في 2005 كانت المدينة القديمة التي أُنشئت على التل، والتي يقال أنها هي بئر السبع القديمة، مدينةً للحكم المحلي وليست بلدة عادية. أي أنها كانت تعتبر مركزاً للحكم، يسكنها القادة والضباط والمسئولون. ويقدَّر عدد هؤلاء بنحو ثلاثمائة إلى خمسمائة شخص. وقد تعاقبت العديد من الممالك على حكم هذه المدينة، ويتبين هذا من الطبقات المتراكمة فيها. كان في المدينة القديمة بعض الهراب (أي الحفر التي تتجمع فيها المياه) بالإضافة إلى بعض الآبار الموجودة خارج سورها. لكن الحاجة للمياه جعلت السكان يفكرون في حل مثير، وهو جلب المياه من وادي الخليل إلى داخل المدينة من خلال قناة تحت الأرض، وتجميع هذه المياه في غرف جوفية. والناظر للتل يرى أنه يقع عند ملتقى وادي الخليل ووادي بئر السبع. وقد تم إنشاء درج من داخل المدينة ينزل في باطن الأرض حتى يصل إلى هذه الغرف، ومن هناك يتم التزود بالمياه.